# نری‌کیری
نِری‌کیری (به ژاپنی: 練り切り Nerikiri)، یک نوع واگاشی یا شیرینی ژاپنی است. مواد این نوع شیرینی شکر، شیروآن یا پوره لوبیای سفید، یم کوهی ژاپنی (یاما نو ایمو 山の芋)، میجین کو (微塵粉 یک نوع پودر برنج چسبناک) هستند. معمولاً با افزودن رنگ‌های خوراکی نمادهای چهار فصل سال یا طبیعت به طرز ظریفی با شکل ظاهری این شیرینی به نمایش در می‌آید و در مراسم چای و جشن‌ها به کار برده می‌شود.

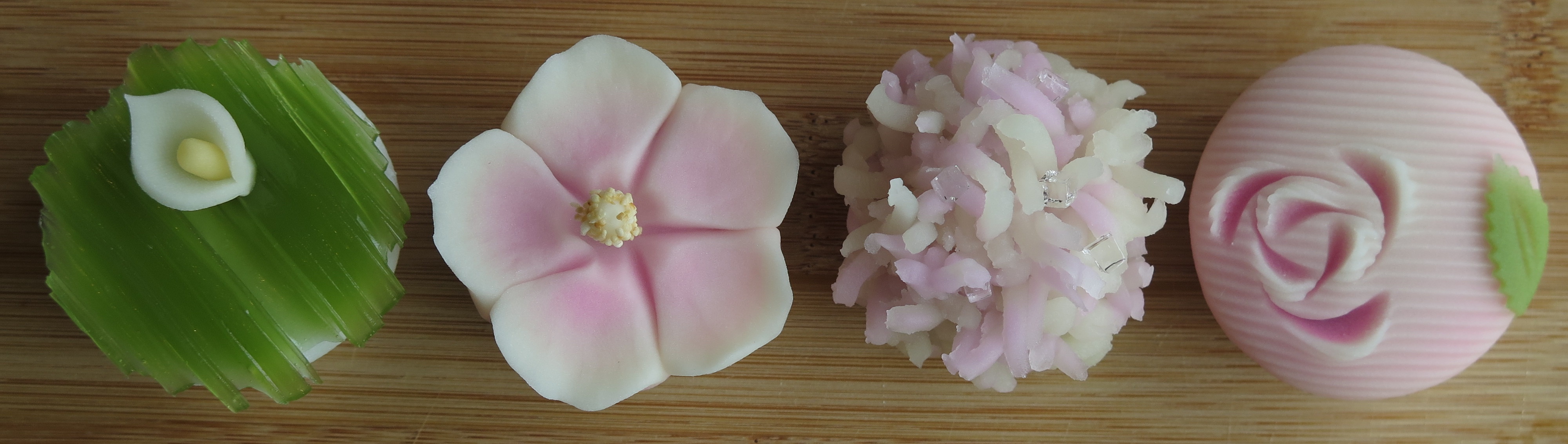